# Nicentrus adspersus
Nicentrus adspersus är en skalbaggsart som beskrevs av Hustache, A. 1938. Nicentrus adspersus ingår i släktet Nicentrus, och familjen vivlar. Inga underarter finns listade i Catalogue of Life.